# 马丁·马利根
马丁·「马蒂」·马利根（英語：Martin "Marty" Mulligan；1940年10月18日—）是一位已退役澳洲網球運動員，曾在1962年溫布頓網球錦標賽單打中打進決賽，但不敵罗德·拉沃而飲恨。
马利根生於澳洲，他祖父母來自意大利，在1900年移居到澳洲定居。

## 網球生涯
馬利根贏得了1958年澳洲網球錦標賽的青少年組男單和男雙冠軍，男雙拍擋是鲍勃·休伊特。
馬利根在1961年澳洲網球錦標賽取得男子雙打亞軍成績。1962年，他在希爾弗瑟姆舉行的荷蘭公開賽中打進單打決賽，且在1963、1965和1967年共三次贏得意大利网球公开赛單打賽事。1967年和1968年在瑞典博斯塔德贏行的瑞典公開賽，1967年基茨比厄爾的奧地利公開賽，及1970年的日本錦標賽，他也贏得了單打冠軍。他在1962、1963、1965和1967年的世界排名中是世界前10，最高排名為世界第4。此外他亦與鲍勃·休伊特一起贏得1960年美國泥地錦標賽和1962年德國錦標賽雙打賽事。他是1968年意大利台維斯盃成員，共代表意大利參加11項比賽。他在1968年和1971年意大利網球排名第1。此外，馬利根亦是意大利台維斯盃教練，並在這職位長達10年時間，是首位非意大利籍網球員獲得意大利網球協會頒發的金網球拍獎。

## 大滿貫決賽及冠軍
下述資訊一概出自ATP Tour官方網站的記載。

### 單打
| 賽果 | 年份 | 賽事             | 地面 | 對手      | 比分          |
| ---- | ---- | ---------------- | ---- | --------- | ------------- |
| 負   | 1962 | 溫布頓網球錦標賽 | 草地 | 罗德·拉沃 | 2–6, 2–6, 1–6 |

### 雙打
| 賽果 | 年份 | 賽事       | 地面 | 拍擋        | 對手                | 比分                     |
| ---- | ---- | ---------- | ---- | ----------- | ------------------- | ------------------------ |
| 負   | 1961 | 澳洲錦標賽 | 草地 | 羅伊·愛默生 | 罗德·拉沃 鲍勃·马克 | 3–6, 5–7, 6–3, 11–9, 2–6 |

### 混合雙打
| 賽果 | 年份 | 賽事       | 地面 | 拍擋            | 對手                  | 比分     |
| ---- | ---- | ---------- | ---- | --------------- | --------------------- | -------- |
| 負   | 1960 | 澳洲錦標賽 | 草地 | 克丽丝廷·杜鲁门 | 特雷弗·凡科特 簡·勒漢 | 2–6, 5–7 |

## 外部連結
- 马丁·马利根（英文/西班牙文）的官方資料